# Día Internacional de la No Violencia
El Día Internacional de la No Violencia es una jornada que se celebra anualmente el 2 de octubre desde 2007, proclamada por la Asamblea General de las Naciones Unidas en ese mismo año.

## Proclamación
El Día Internacional de la No Violencia fue proclamado por la Asamblea General de las Naciones Unidas el 15 de junio de 2007, con el apoyo de 140 copatrocinadores. La iniciativa fue presentada por el ministro de Estado de Relaciones Exteriores de la India, Anand Sharma, quien destacó la relevancia universal de la filosofía de Gandhi y su impacto en la promoción de una cultura de paz y no violencia. La resolución subraya la importancia de difundir el mensaje de la no violencia mediante la educación y la concienciación pública, reafirmando la vigencia del principio de no violencia en la actualidad y su papel crucial en la construcción de una sociedad basada en la tolerancia y la comprensión.
El origen de la propuesta se remonta a enero de 2004, cuando la laureada Nobel iraní Shirin Ebadi presentó la idea en el Foro Social Mundial en Bombai. Este concepto atrajo el interés de líderes del Partido del Congreso de India, culminando en una resolución en la Conferencia Satyagraha de enero de 2007 en Nueva Delhi, impulsada por Sonia Gandhi y Desmond Tutu, que instó a la ONU a adoptar esta idea.

## Celebración
Este día se celebra el 2 de octubre, fecha elegida en honor al aniversario del nacimiento de Mahatma Gandhi en 1869, coincidiendo con la festividad nacional india de Gandhi Jayanti. La primera conmemoración oficial tuvo lugar en 2007, año en que se proclamó la celebración. Las actividades típicas de este día incluyen marchas, conferencias, talleres educativos y eventos culturales que promueven la no violencia y el legado de Gandhi. Se realizan diversas iniciativas para aumentar la conciencia sobre la importancia de la no violencia y fomentar la participación de la sociedad en la promoción de este principio. La celebración de este día busca inspirar a las personas a adoptar la no violencia como un medio eficaz para resolver conflictos y alcanzar la justicia social.